# Jacques Berque
Jacques Augustin Berque, född 4 juni 1910 i Frenda i Tiaret i Algeriet, död 27 juni 1995 i Saint-Julien-en-Born i Landes, var en fransk islamolog och sociolog som särskilt intresserade sig för avkoloniseringen av Algeriet och Marocko.
Berque var en pied-noir med två franska föräldrar. Han hade examen från University of Algier med senare studier och undervisning vid universitet i Frankrike. Berque arbetade först som agronom. Därefter bodde han fem år med Seksawa-stammen i Atlasbergen och beskrev sina erfarenheter i boken Les Structures Sociales du Haut Atlas (1955), som gav honom akademiskt renommé och anses vara en av de mest genomarbetade etnografierna om berber.
Andra viktiga verk var Les Arabes d'hier a demain (1960) och L'Egypte: imperialisme et revolution (1967), översatta till engelska av Jean Stewart som The Arabs: their history and future (1964) och Egypt: imperialism and revolution (1972). Den senare beskriver Egyptens historia och sociala struktur från 1700-talet och fram till 1952 när monarkin besegrades.
I ett tidigare arbete, The Maghreb between two world wars (1962), kritiserar Berque det koloniala systemet. Hans administrativa och etnografiska erfarenhet tog honom till slut i en riktning som bara antagits av några få av de nordafrikanskt födda fransmännen och de koloniala administratörerna: han argumenterade för koloniernas självständighet.
Som teoretiker och "tredje världen"-romantiker, blev han inflytelserik i hela den arabisk-muslimska världen, och även i tredje världen som helhet.
Ett annat viktigt verk om Maghreb är L'Interieur du Maghreb, XVE-XIXe siecle (1978).